# Рада з питань житла та розвитку
Рада з питань житла та розвитку (Housing and Development Board, HDB) є статутною радою при Міністерстві національного розвитку, яка відповідає за соціальне житло в Сінгапурі. Заснована у 1960 році в результаті зусиль наприкінці 1950-х років, спрямованих на створення органу для взяття на себе обов’язків Singapore Improvement Trust (SIT) щодо розбудови державного житла. Першопочатково HDB зосереджувалася на будівництві екстреного житла та переселенні мешканців стихійних поселень типу кампонг в громадські житла в перші кілька років свого існування.
Цей фокус змінився з кінця 1960-х років, коли HDB будувала квартири з покращеним оснащенням і пропонувала їх на продаж. У 1990-х і 2000-х роках Рада у партнерстві з приватними забудовниками запровадила схеми модернізації та реконструкції "зрілих" будинків, а також нові типи житла, призначені для людей з різними доходами. HDB було реорганізовано в 2003 році, щоб краще відповідати ринку житла Сінгапуру в 2000-х роках. У 2000-х і 2010-х роках посилилися зусилля щодо залучення мешканців до схем модернізації. HDB також розпочав роботи зі встановлення сонячних панелей на початку 2010-х років.
Правління Ради складається з 12 членів та трьох департаментів: будівельного, нерухомого та корпоративного. Крім надання державного житла, HDB займається меліоративними роботами в Сінгапурі та підтримує інфраструктуру національних запасів ресурсів Сінгапуру.

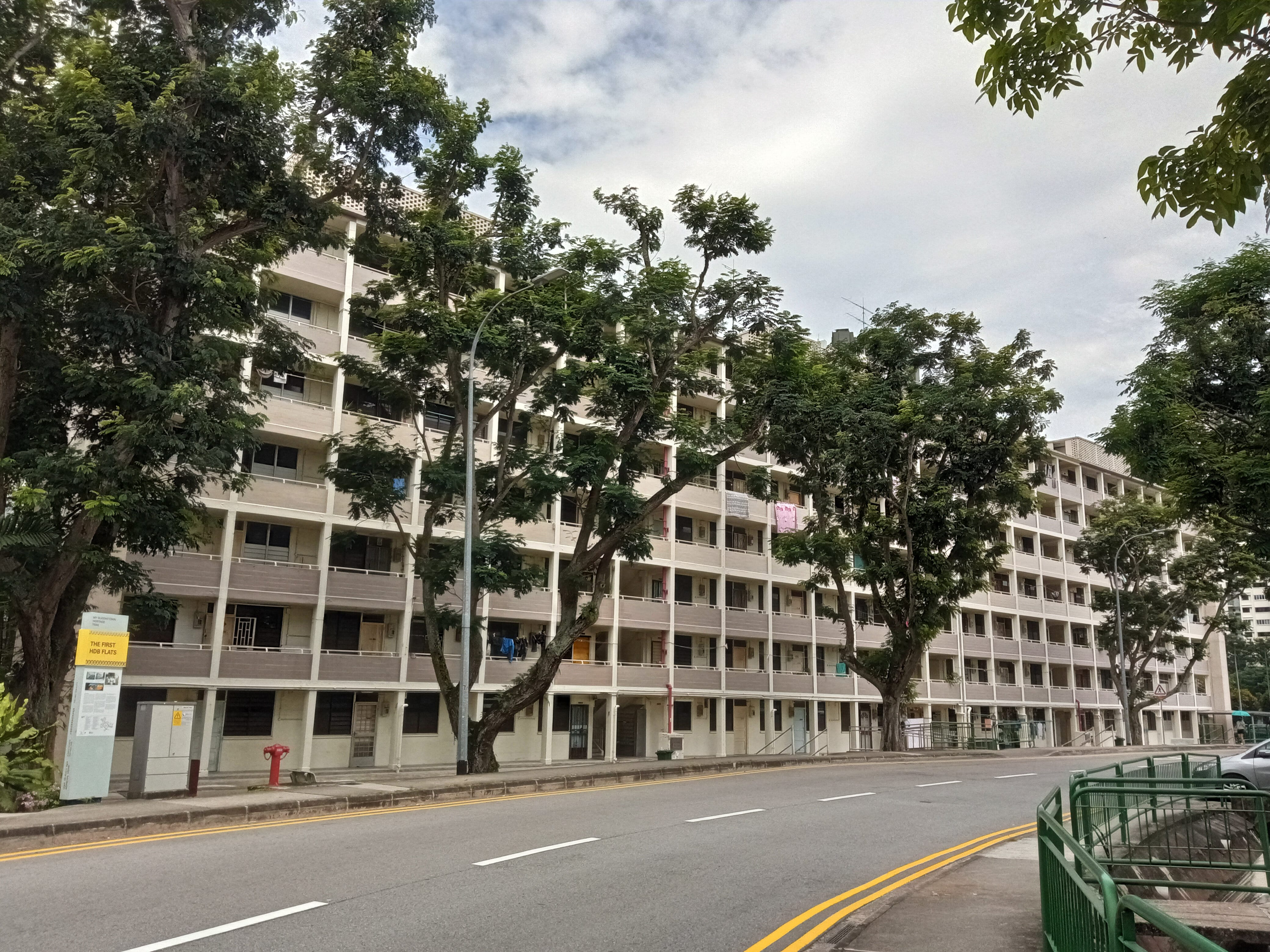
Одна з перших будівель HDB, побудована в 1960 році.